# تیلکووک
تیلکووک (به لاتین: Tylkówek) یک منطقهٔ مسکونی در لهستان است که در Gmina Pasym واقع شده‌است.